# Шевчук, Клавдия Владимировна
Клавдия Владимировна Шевчук (31 декабря 1929 год, Колпино, Ленинградская область — 2011) — передовик сельскохозяйственного производства, бригадир колхоза «Октябрь» Несвижского района Минской области, Белорусская ССР. Герой Социалистического Труда (1966).

## Биография
Родилась в 1929 году в рабочей семье в городе Колпино. Белоруска. В 1946 году переехала в Клецкий район.
В 1949—1951 — работница Клецкой районной больницы, в 1951—1954 — в строительном управлении № 3 треста № вторая
В 1954—1990 — полевод, звеньевая по выращиванию льна, сахарной свеклы, бригадир, помощник бригадира полеводной бригады колхоза «Октябрь» Клецкого района.
Указом Президиума Верховного Совета СССР от 30 апреля 1966 года за успехи, достигнутые в увеличении производства и заготовок картофеля, овощей и плодов была удостоена звания Героя Социалистического Труда с вручением ордена Ленина и золотой медали «Серп и Молот».
С 1977 — помощник бригадира полеводной бригады.
Член Ревизионной комиссии КПБ в 1976—1981 годах.
После выхода на пенсию в 1984 году проживала в селе Синявка Клецкого района, где скончалась в 2011 году.